# Petroicidae
Los petroícidos (Petroicidae) son una familia de aves  Passeriformes, pertenece a la superfamilia: Corvoidea. Esta familia también fue conocida como Eopsaltridae, la forman una serie de géneros de petirrojos australianos.

## Taxonomía
Según los análisis de Loynes et al. de 2009 y de Christidis et al. de 2011:
FAMILIA: PETROICIDAE
- Subfamilia: Amalocichlinae
  - Género: Amalocichla - 2 especies.
- Subfamilia: Drymodinae
  - Género: Drymodes - 3 especies.
- Subfamilia: Eopsaltriinae
  - Género: Heteromyias - 2 especies,
  - Género: Poecilodryas - 5 especies.
  - Género: Gennaeodryas - 1 especie.
  - Género: Tregellasia - 2 especies.
  - Género: Eopsaltria - 3 especies.
  - Género: Quoyornis - 1 especie.
  - Género: Peneoenanthe - 1 especie.
  - Género: Peneothello - 4 especies.
  - Género: Plesiodryas - 1 especie.
  - Género: Melanodryas - 3 especies.
- Subfamilia: Pachycephalopsinae
  - Género: Pachycephalopsis - 2 especies.
- Subfamilia: Petroicinae
  - Género: Eugerygone - 1 especie.
  - Género: Petroica - 11 especies.
- Subfamilia: Microecinae
  - Género: Cryptomicroeca - 1 especie.
  - Género: Microeca - 4 especies.
  - Género: Monachella - 1 especie.
  - Género: Devioeca - 1 especie.
  - Género: Kempiella - 2 especies.